# Prater

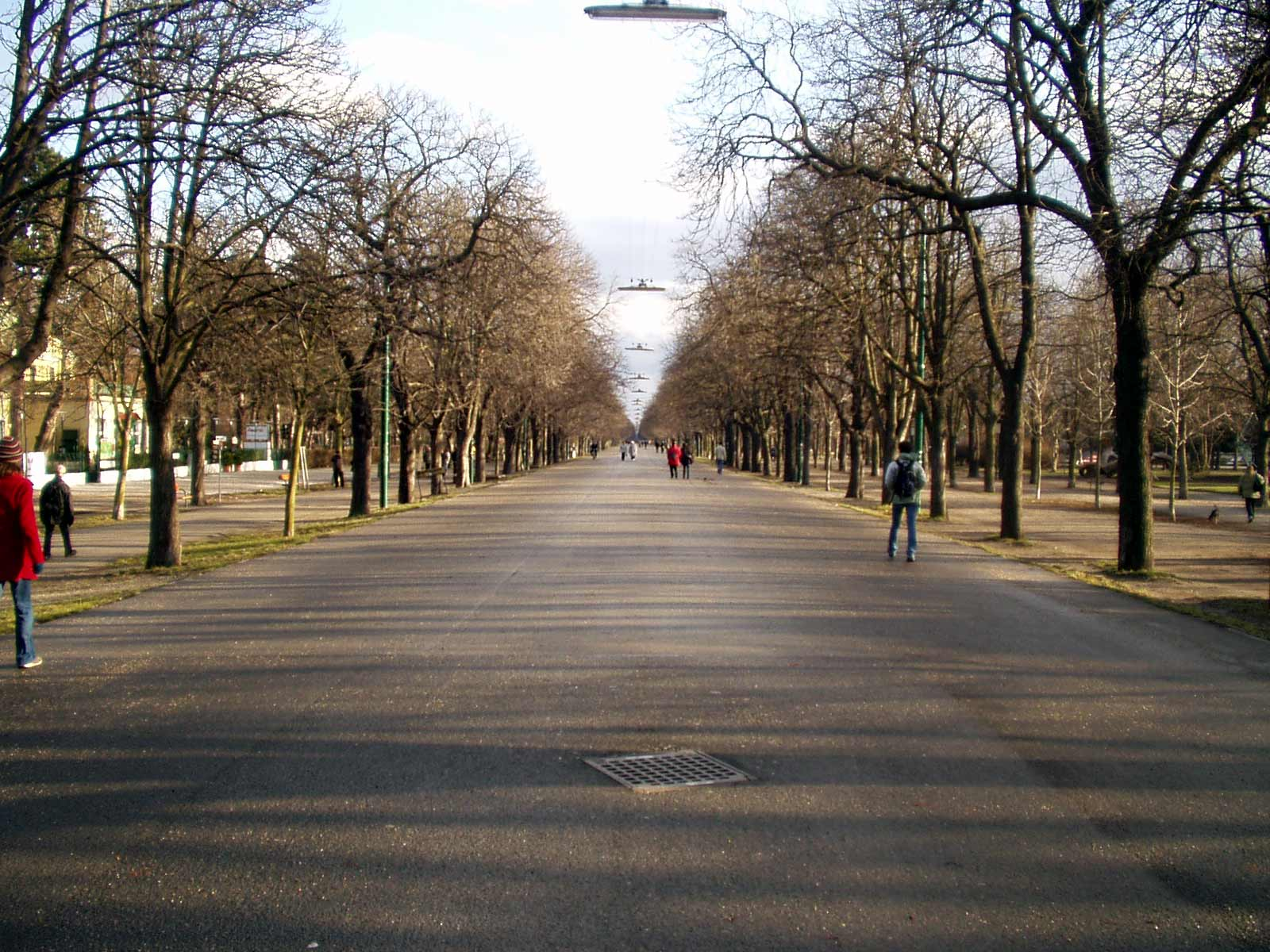
Panoramica della Hauptallee, l'arteria principale che attraversa il parco.

Il Prater (più propriamente Wiener Prater) è un parco pubblico fra i più grandi e famosi di Vienna, localizzato nel Leopoldstadt, il secondo distretto della capitale austriaca.

## Descrizione

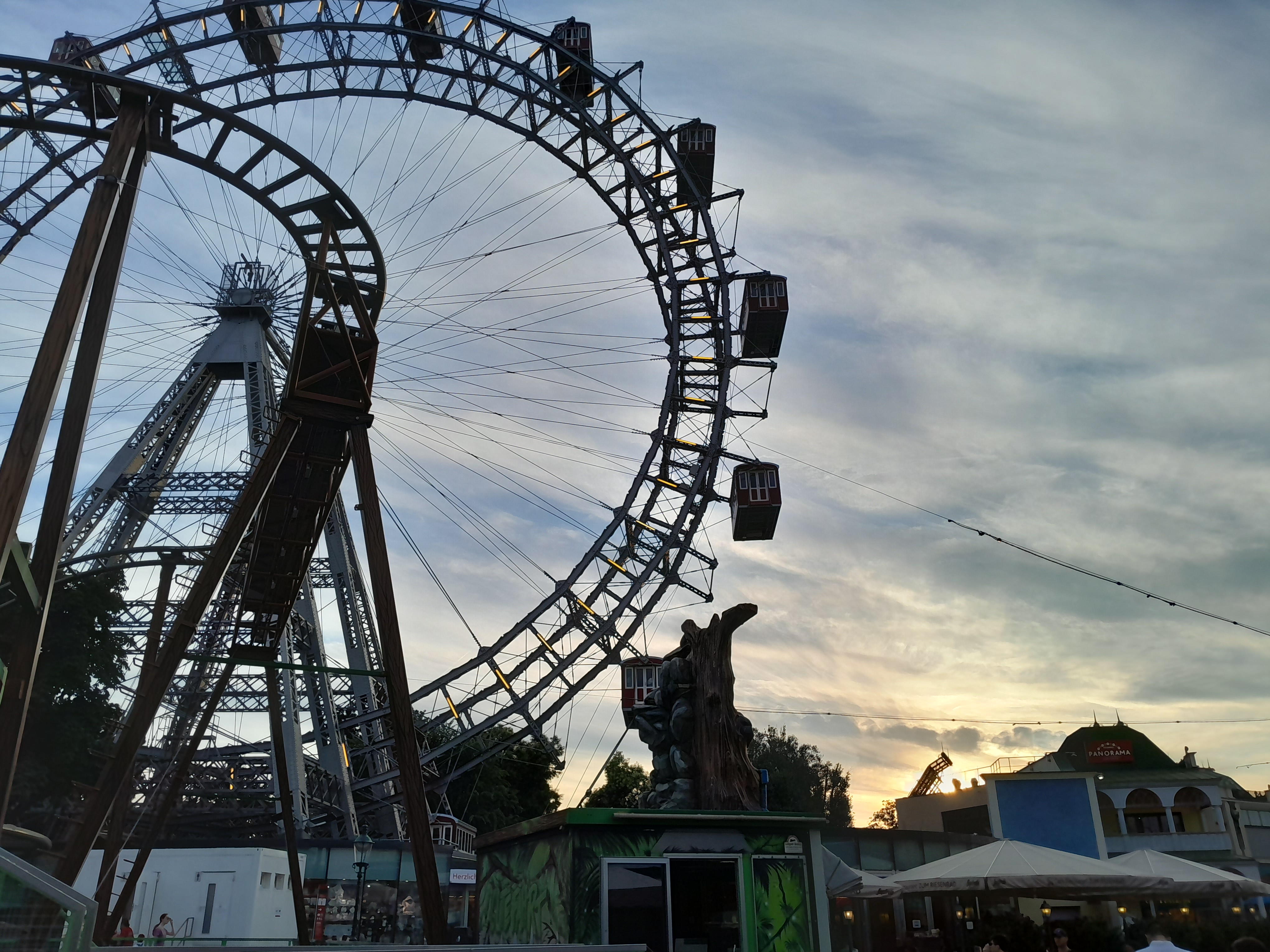
Ruota panoramica Riesendrad nell'area di Wurstelprater

Al suo interno è situato il Wurstelprater (talvolta chiamato anch'esso Prater), celebre parco divertimenti con attrazioni, fra le quali la più nota è la ruota panoramica Riesenrad. Il giardino è delimitato in larghezza dal Danubio e dal Donaukanal, ramo del Danubio stesso, ed è attraversato dalla Hauptallee, largo viale alberato chiuso al traffico e ritrovo di turisti e amanti degli sport all'aperto. Oltre al parco divertimenti, all'interno del Prater si trovano un museo (il Pratermuseum) e un planetario. Sempre al suo interno si trova inoltre la Kugelmugel, una costruzione sferica realizzata dall'artista austriaco Edwin Lipburger e da questi autodichiarata micronazione indipendente nel 1984.

## Storia
Dal punto di vista storico, l'area corrispondente al Prater è stata per lungo tempo un parco di caccia, fin da quando l'imperatore Massimiliano II la rese tale nel 1560. Nel 1766 l'imperatore Giuseppe II riaprì il parco al pubblico (in precedenza, per scoraggiare i bracconieri, l'ingresso era negato alla gente comune) e vi permise addirittura la costruzione di caffetterie e sale da tè. Da allora il parco ha iniziato ad assumere l'aspetto odierno, sebbene la caccia abbia continuato ad esservi consentita fino al 1920.

## Etimologia
Il nome "prater" deriva dal latino pratum, attraverso lo spagnolo prado, e significa appunto "prato".